# Karl-Heinz Cammann
Karl-Heinz Cammann (* 11. Dezember 1928 in Bremen; † 22. November 2011 in Quickborn) war ein deutscher Sportjournalist.

## Leben und Karriere
Cammann, 1928 in Bremen geboren, begann seine berufliche Laufbahn beim Sport-Informations-Dienst, war später bei Radio Bremen tätig und ab 1972 bis zu seiner Pensionierung 1994 beim NDR angestellt. Er berichtete für den NDR über Olympische Spiele, Fußball-Welt- und Europameisterschaften. In den Jahren 1987 bis 1999 war er zudem Präsident des Verbandes Deutscher Sportjournalisten. Beim Sportjournalisten-Weltverband AIPS gehörte er lange Jahre dem Exekutivkomitee an und war zum AIPS-Ehrenmitglied ernannt worden.
Karl-Heinz Cammann hinterließ eine Frau und zwei erwachsene Kinder.

## Würdigung
Joachim Knuth, NDR Programmdirektor Hörfunk: "Karl-Heinz Cammann war einer der herausragenden Sportjournalisten des NDR Hörfunks. Er hat mit seinen Berichten über Olympische Spiele, von Fußball-Welt- und Europameisterschaften sowie mit seiner Moderation der Sportsendungen auf NDR 2 maßgeblich zum sportjournalistischen Renommee des Norddeutschen Rundfunks beigetragen."

## Auszeichnungen
- AIPS-Ehrenmitglied
- Bundesverdienstkreuz am Bande (7. September 2001)[5]